# Moucherolle huppé
Mitrephanes phaeocercus
Ne doit pas être confondu avec Moucherolle hérissé.
Espèce
Synonymes
- Mitrephorus phaeocercus (protonyme)

Répartition géographique
Statut de conservation UICN

 LC  : Préoccupation mineure
Le Moucherolle huppé (Mitrephanes phaeocercus) est une espèce de passereau placée dans la famille des Tyrannidae.

## Taxinomie
Cet oiseau a été décrit en 1859 par Philip Lutley Sclater sous le nom scientifique de Mitrephorus phaeocercus.
Ce taxon est considéré comme conspécifique avec le Moucherolle olive (Mitrephanes olivaceus) par certains auteurs.

## Répartition et sous-espèces

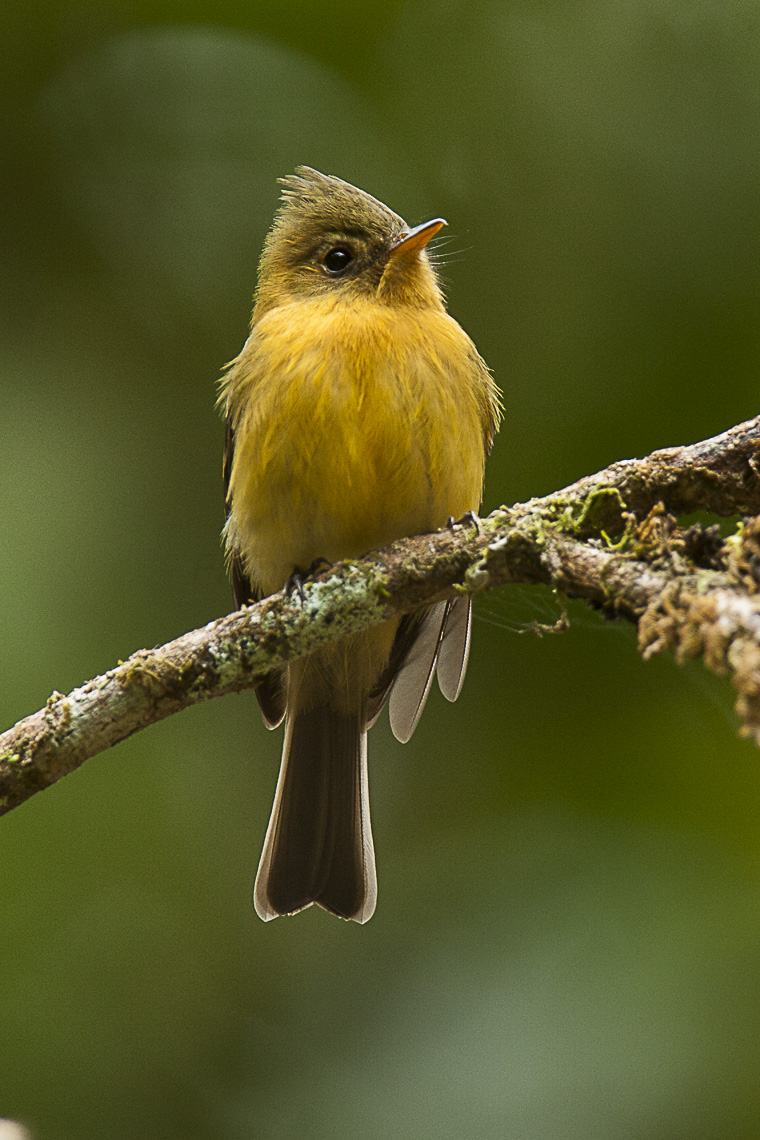
La sous-espèce M. p. berlepschi.

Selon la classification de référence du Congrès ornithologique international (15.2, 2025) il se répartit en quatre sous-espèces :
- M. p. tenuirostris Brewster, 1888 — sierra Madre occidentale ;
- M. p. phaeocercus (Sclater, 1859) — de la sierra Madre orientale au nord-est du Nicaragua ;
- M. p. aurantiiventris (Lawrence, 1865) — cordillère de Talamanca ;
- M. p. berlepschi Hartert, 1902 — région du Darién et El Chocó.